# 官塘工業中心

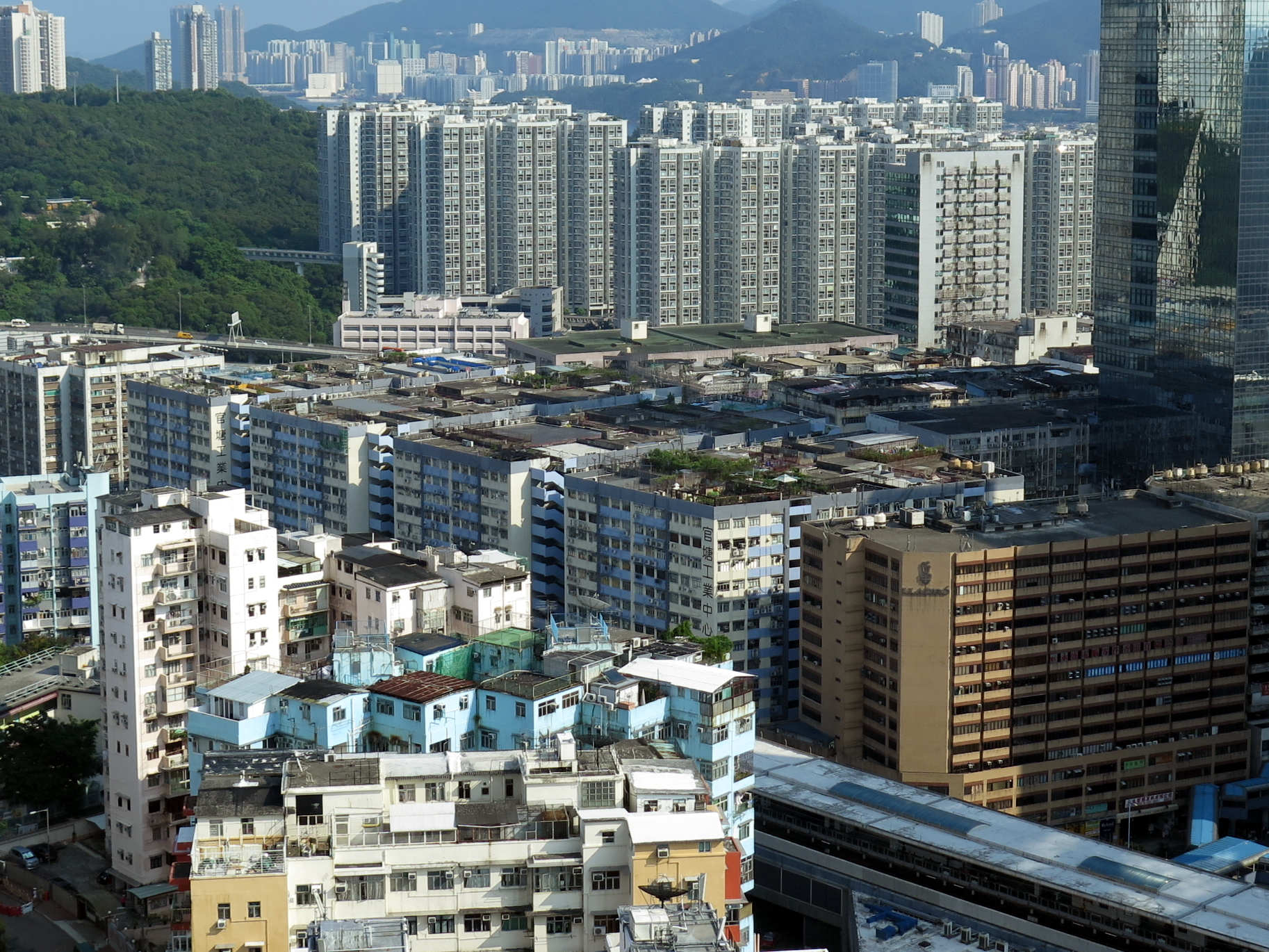
高空俯視的官塘工業中心

官塘工業中心（多寫作觀塘工業中心）是香港一組工業大廈群，位於九龍觀塘的觀塘道436-484號，鄰近港鐵觀塘站。該組建築共有四期，每期樓高13層，每個單位面積1,000平方呎至2,200平方呎。項目於1978至1980年間落成，其中地庫、地下、二樓和三樓可貫通一至四期。而大廈每期均設立一部客用升降機及七部貨用升降機，可有效將人和貨物分流。工業大廈亦特設地庫單位，屬區內罕有。
官塘工業中心的單位大多被印刷企業所用，約佔了全部單位的三成。

## 交通
步行1分鐘即可到達港鐵觀塘站D4出口，地面有多條小巴和巴士線往來。

## 外部連結
- 官塘工業中心